# 김오수
김오수(金浯洙, 1963년 1월 9일~)는 대한민국의 검사 출신 변호사, 대학교수이다. 제44대 검찰총장(2021~2022)을 지냈다.

## 생애
1963년 1월 9일 전라남도 영광군 홍농에서 태어났다. 1981년 광주대동고등학교와 1985년 서울대학교 법학과를 나왔다. 1988년 제30회 사법시험에 합격하여 1991년 제20기 사법연수원을 수료하고 1994년 인천지방검찰청 검사에 임용되었다.
김오수는 2005년 서울서부지검 형사5부장으로 재직할 때는 '정창영 배우자의 편·입학 비리 사건', 서울중앙지검 특수1부장으로 일하던 2009년에는 '대우조선해양 남품 비리, 효성그룹 비자금 조성 의혹 사건', 서울고검 형사부장으로 재직할 때는 '매매계약서 위조로 수억 원대 상가 매매대금을 편취한 사건'을 일선 검찰청이 불기소 처분하자 재수사가 필요한 주요 항고 사건을 직접 수사하는 '직접경정 전담검사실'에 배당했고 재수사를 거쳐 구속 기소하였다.
2018년 6월 19일, 2018년 6월 22일 이후로 법무부 차관직(고등검사장급)으로 전보되었다. 김오수는 검사를 사직하고 정무직공무원으로 2018년 6월 22일부터 2020년 4월 27일까지 법무부 차관을 지냈다.
2021년 5월 3일 검찰총장 후보자로 지명되었다. 5월 31일 국민의힘은 항의하며 참석하지 않았으나, 국회 법제사법위원회 더불어민주당 의원들은 전체회의를 열고 청문보고서 채택을 의결했고, 문재인 대통령이 김오수 검찰총장에 대한 임명안을 재가하였다.
2022년 4월 17일과 4월 22일 수사권 조정 입법과 관련하여 거듭 사의를 밝혔다. 이후 2022년 5월 6일 사표가 수리되었다.
2023년 3월 2년 임기로 예정된 전남대학교 법학전문대학원(로스쿨) 석좌교수로 내정되었으며 4월부터 근무를 시작했다.

### 경력
- 1988년 제30회 사법시험 합격
- 1991년 제20기 사법연수원 수료
- 1996년 광주지방검찰청 장흥지청 검사
- 1997년 서울지방검찰청 남부지청 검사
- 1999년 부산지방검찰청 검사
- 2002년 대검찰청 검찰연구관
- 2003년 수원지방검찰청 부부장검사
- 2004년 6월~2005년 4월: 광주지방검찰청 공판부 부장검사
- 2005년 4월~2006년 2월: 제41대 광주지방검찰청 장흥지청 지청장
- 2006년 2월~2007년 2월: 인천지방검찰청 특수부 부장검사
- 2007년 2월~2008년 3월: 서울서부지방검찰청 형사5부 부장검사
- 2008년 3월~2009년 1월: 대검찰청 범죄정보1담당관
- 2009년 1월~2009년 8월: 서울중앙지방검찰청 특수1부 부장검사
- 2009년 8월~2010년 7월: 제43대 춘천지방검찰청 원주지청 지청장
- 2010년 7월~2011년 8월: 수원지방검찰청 성남지청 차장검사
- 2011년 8월~2012년 7월: 청주지방검찰청 차장검사
- 2012년 7월~2013년 4월: 공정거래위원회 파견 근무
- 2013년 4월~2013년 12월: 부산지방검찰청 제1차장검사
- 2013년 12월~2015년 2월: 서울고등검찰청 형사부 부장
- 2015년 2월~2015년 12월: 대검찰청 과학수사부 부장
- 2015년 12월~2017년 7월: 제15대 서울북부지방검찰청 검사장
- 2017년 7월~2018년 6월: 제43대 법무연수원 원장
- 2018년 6월~2020년 4월: 제61대 법무부 차관
- 2019년 10월~2020년 1월: 법무부 장관 직무대행
- 2020년: 감사위원 후보자
- 2020년 7월~2021년 5월: 법무법인 화현 고문변호사
- 2020년 12월~2021년 5월 7일: 성남시청 고문 변호사[10]
- 2021년 6월~2022년 5월: 제44대 대검찰청 검찰총장[7]
- 2023년 3월~: 전남대학교 법학전문대학원 석좌교수

## 학력
- 홍농초등학교 동명분교
- 홍농중학교 졸업
- 광주대동고등학교 졸업
- 서울대학교 학사